# Історія Черкас
Черкаси — місто в Центрі Україні, центр Черкаської області. Офіційною датою заснування міста заведено вважати 1286 рік.

## Геологічне минуле
У розпал крейдяного періоду мезозойської ери (120 млн р.т. ± 10) майже за 40 км на ПдПдЗх від сучасних Черкас упав астероїд (49° 0' Пн широти, 32° 0' Сх довготи), що залишив Ротмистрівський кратер-астроблему діаметром близько 2,7км (Масайтис…, 1976). Пізніше, 65,17 млн р.т. ± 0.64, наприкінці крейдяного періоду мезозойської ери приблизно за 50 км на ПдПдСх від сучасних Черкас упав хондритовий астероїд (48° 45' Пн широти, 32° 10' Сх довготи), що залишив Бовтиський кратер-астроблему діаметром близько 24км (Гуров, Келли, 2003). Обидві катастрофи мали негативно вплинути на давні організми, що жили тоді у мілководному морі на місці нинішніх Черкас.

## Давні часи
Вже в пізньому палеоліті (40—10 тис. років тому) місце положення Черкас було в зоні стійкої залюдненості і господарської діяльності первісної людини. Для наступної, мезолітичної доби (9-6 тис. р. до н. е.), на території Черкас відомі окремі крем'яні артефакти з місцезнаходження Черкаси-1 поряд з Долиною Троянд (Григорьев, Сиволап, 1988) та ранньомезолітична стоянка Дніпровець в гирлі р. Бігучої на околиці Дахнівки, що відноситься до зимівниківської культури (9-7 тис. р. до н. е.) (Залізняк, Дєткін, Сиволап, 2004).
На березі Дніпра у майбутніх Черкасах (район готелю «Дніпро») у IV ст. н. е. існувало поселення черняхівської культури. Поряд, за ручаєм (пров. Ручай) знаходився могильник (північний портал Хрещатик-Сіті) жителів цього поселення, функціонування якого датується приблизно 350—375 рр. (Сиволап, Сиволап, 1995). Судячи з досліджених археологами і антропологами поховань, основним населенням цього селища були слов'яни і алани, невелика частина його жителів вже були християнами.

## XIII—XIV століття
Як постійне поселення Черкаси відомі лише з кінця XIV століття. Проте, російський історик І. М. Болтін у своїх дослідженнях стверджував, що Черкаси засновані 1284 року, що на 2 роки раніше за офіційно прийняту дату. Цієї думки також дотримувалися відомі російські та радянські вчені-історики М. М. Карамзін, П. П. Семенов-Тянь-Шанський та інші. Останні наукові дослідження свідчать про те, що Черкаси почали формуватися приблизно у 1360-80-х роках.[джерело?]
Перша письмова згадка, датована 1392 роком, свідчить про Черкаси як про прикордонну фортецю. Від XVІ століття місцевий люд, що тяжів до укріпленого міста, як і всіх українців, стали називати черкасами. З кінця XIV століття, перебуваючи у складі Великого князівства Литовського, місто стало центром спочатку воєводства, а потім Черкаського староства. Черкаський замок разом з замками Вінниці, Брацлава і Канева утворював своєрідну лінію оборони на південних рубежах Київської землі, на шляху кримсько-татарських загонів.
Першим воєводою Черкас у 1392 році був воєвода подільського князя Федора Коріатовича Бедрих (Бедришко), першим старостою Черкас у 1409 році був Рафал із Слупова, серед наступних очільників — Кміта Олександрович, Михайло Халецький, Сенько Полозович, Остафій Дашкевич, Данило Тишкевич, князь Андрій Пронський та інші.

## XV—XVI століття

Герб князя Богдана Глинського

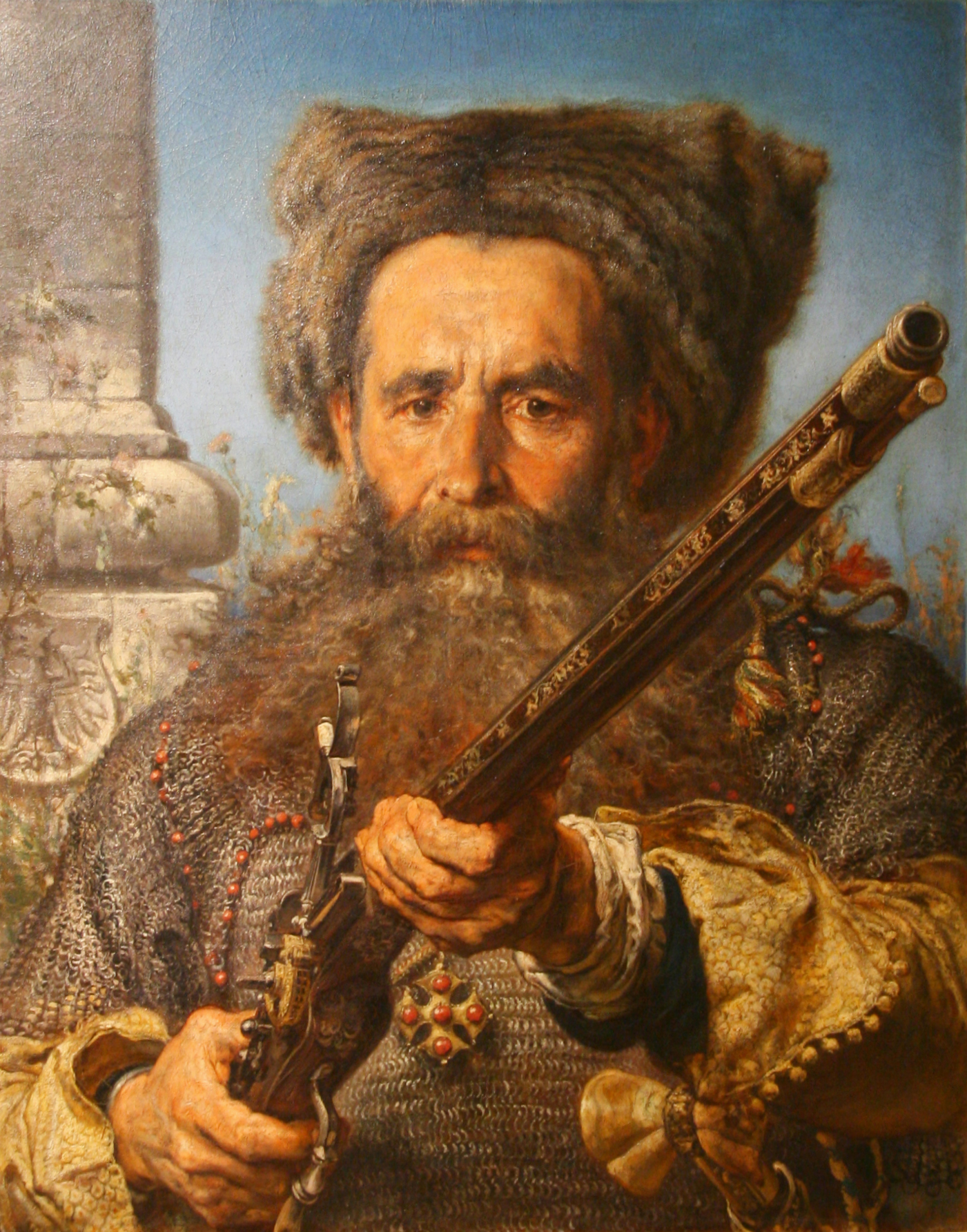
Остафій Дашкевич

Роль Черкас як захисника руських земель зросла наприкінці XV століття, коли посилились напади кримських татар на Україну. У 1482 році місто було повністю спалене внаслідок нападу загонів Менґлі-Ґерая.
Перші згадки про козаків відносяться до періоду, коли намісником черкаським був князь Богдан Глинський (1488—1495), людей якого татари називали «козаками черкаськими» (Грушевський, 1991).
Надто уславились черкаські козаки в той період, коли старостою черкаським і канівським в 1515–1535 роках був Остафій Дашкевич (1455—1535). У цей час (1532 p.) Черкаси витримали двотижневу облогу військ кримського хана Саадет-Ґерая. За час свого старостування Дашкевич очолив кілька вдалих походів черкасців проти кримських татар і турків. Урядуючи в Черкасах і Каневі, Дашкевич згуртував навколо себе козаків, зміцнив роль цих міст як центрів формування українського козацтва.
Польський історик, археолог і етнограф XIX ст. Е.Руліковський — автор статті про місто Черкаси у «Географічному Словнику Королівства Польського» — наводить місцевий переказ про те, що ще до переселення за пороги (XVI ст.) козаки мали Січ спершу біля колишнього с. Дахнівка — нині мікрорайону Черкас.
Для оборони міста 1549 року черкасці звели на виступі дніпровської кручі — Дніпровій горі (пізніше Замковій горі) фортецю. Від поля її відділяв широкий рів, саме ж місто розбудовувалось обабіч замку. У районі сучасних вулиць Байди Вишневецького, Хрещатик, Лазарєва та бульвару Шевченка був ярмарковий майдан. До нього з північного заходу, південного сходу та заходу вели шляхи. На виступах круч височіли дерев'яні церкви. Були у місті і муровані будівлі. Серед них — споруди, що містились на території сучасного скверу Хмельницького. Тут була резиденція князів Вишневецьких, укріплена пізніше високими мурами.
Відіграючи роль своєрідного плацдарму у заселенні пониззя Дніпра, Черкаси далі розвивались як місто. Городяни обробляли землю, ловили рибу в Дніпрі та численних річках і озерах, полювали, розводили бобрів, приручали диких коней, тримали пасіки. Водним шляхом Черкаси вже тоді сполучались не тільки з прилеглими до Дніпра землями, а й з Волинню — через Прип'ять та її праві притоки. Центром міського життя у той час був замок, збудований у 1549–1552 роках на місці старого. Він стояв на найвищій, вигідній з погляду оборони, Замковій горі над Дніпром.
1 липня 1569 року відбулося підписання Люблінської унії, згідно з якою Україну (і місто Черкаси) було передано зі складу Великого князівства Литовського до Польської корони. Розпочалася польська колонізація краю.
У 1598 році вибухнуло повстання під проводом гетьмана Криштофа Косинського, котрий загинув у Черкасах від рук челяді черкаського старости Олександра Вишневецького. У 1595 році повстання під проводом Северина Наливайка поширилось на територію Черкащини, міста Канів і Черкаси перейшли під контроль повстанців.

## XVII століття

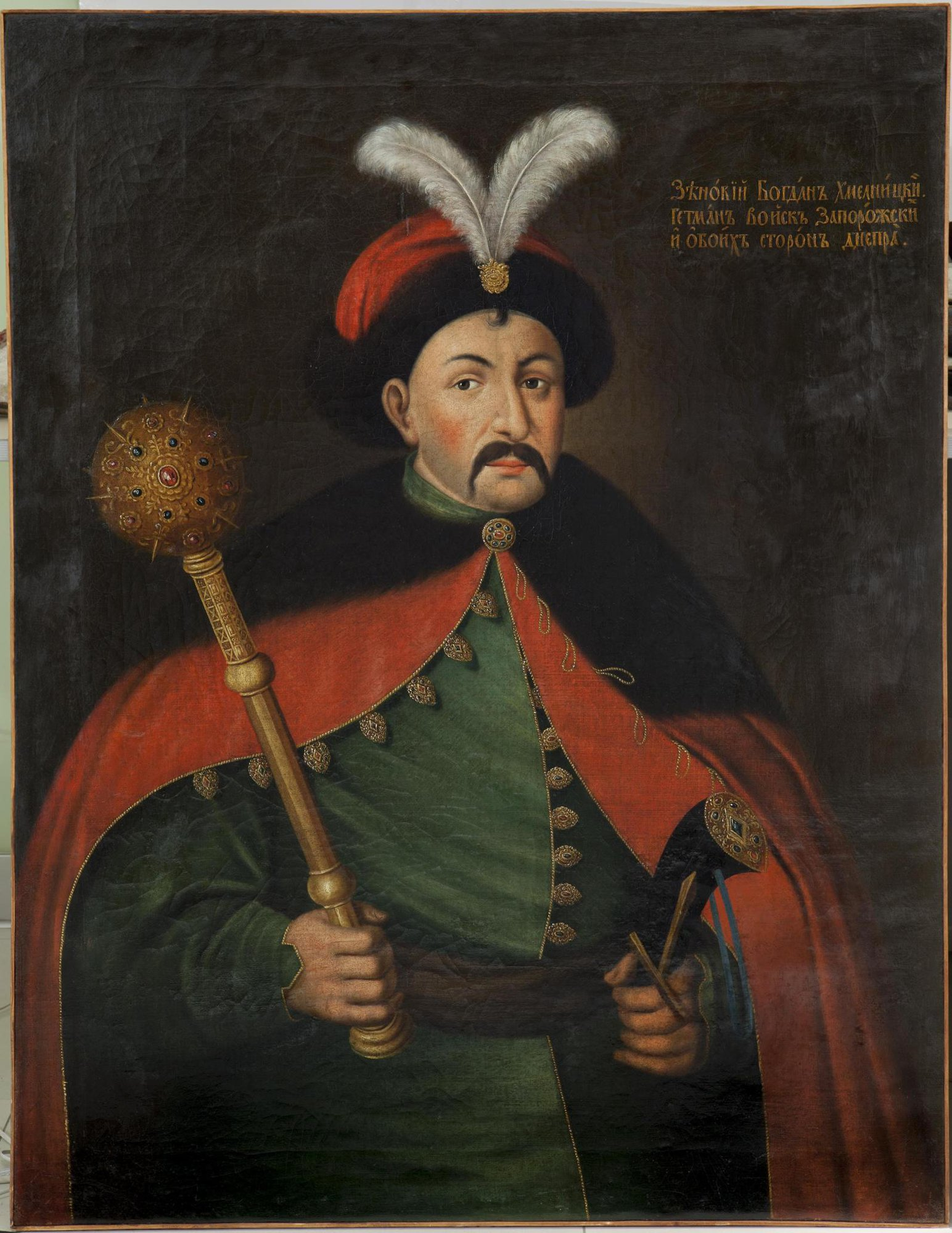
Богдан Хмельницький

Населення міста брало активну участь у повстаннях під проводом Криштофа Косинського, Григорія Лободи, Тараса Федоровича (Трясила), Павла Бута (Павлюка), Остряниці.
В історії Черкас особливе місце посідає Черкаський полк, який утворений 1625 року як один з полків реєстрового козацтва. Полковниками Черкаськими, відомими за писемними джерелами, були Яків Гугнивий (1637), Марко Топіга (1648–1649), Яцько Воронченко (1649–1651), Василь Шенделицький (1651), Барановський (1651–1652), Яків Пархоменко (1653–1657), Михайло Гамалія (1661–1662, 1667–1668), Ждан Степанович (1675) та інші.
18 грудня 1637 року, переслідуючи козаків Павлюка після їх поразки під Кумейками, польське військо гетьмана польного коронного Міколая Потоцького-«Ведмежої лапи» спалило Черкаси дотла (Боплан, 1651).
У роки Хмельниччини Черкаський козацький полк набув значення адміністративно-територіальної одиниці. Тоді Черкаський полк був одним з найчисленніших і найбоєздатніших, брав участь в усіх важливих битвах козацького війська Богдана Хмельницького. Звідси, із замку (колишньої резиденції Вишневецьких), 8 червня 1648 року Богдан Хмельницький звернувся до російського уряду про бажання возз'єднання з Росією. Текст цього листа викарбувано на гранітній стелі при вході до сучасного скверу Хмельницького. Про написання листа співає українська народна пісня:

| То не козаченьки На зорі раненько Зійшлися в Черкасах Під грозовий свист. То сама Вкраїна, Доля удовина, До старшого брата Той писала лист. |
У 1677-78 роках величезне турецько-татарське військо штурмувало Чигиринську фортецю. Летучі загони ворога спустошували все навколо, у тому числі міста Черкаси, Канів та інші. Після захоплення турками Чигирина у 1678 році згідно з мирним договором широка (до 20 км) смуга вздовж Правого берега Дніпра була оголошена нейтральною і мала залишатися незаселеною.
Наслідком даного договору став Великий згін людності Правобережжя на Гетьманщину, виконаний за наказом московського уряду сином гетьмана І.Самойловича навесні 1679 року. Рештки населення, уцілілого після турецько-татарського нашестя, були переселені на Лівобережжя з метою не дати утвердитися на Правобережжі залежному від Порти гетьманові Юрію Хмельницькому (Крикун). Було переселено козаків і посполитих усіх 11 правобережних полків, зокрема, й Черкаського. Черкас не існувало 6 років.
Така ж доля спіткала і сусідні міста Черкащини. Повернутися додому черкасці (лише їх невелика частина) змогли лише після 1686 року, коли Черкаси разом із Правобережжям, згідно з Трактатом про вічний мир між Річчю Посполитою та Московським царством, перейшли під владу поляків.

## XVIII— початок XIX ст

Перший герб міста (1791)

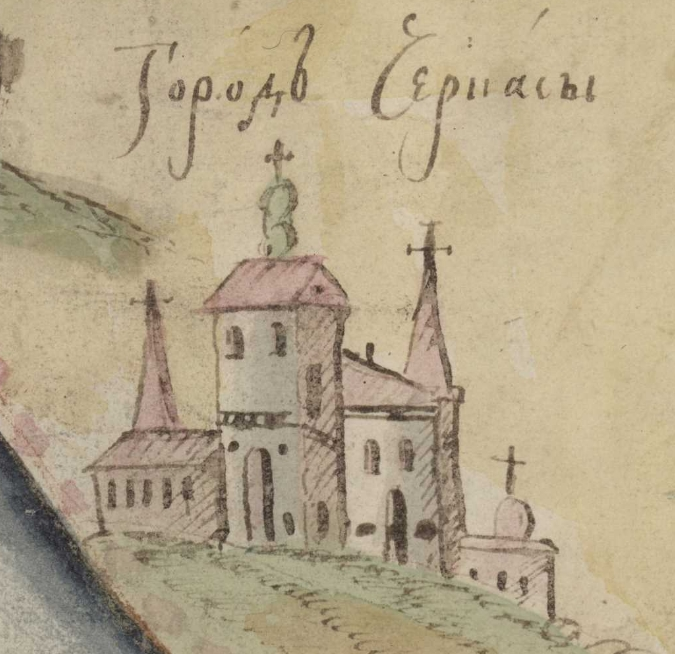
Черкаси на карті XVIII століття

23 вересня 1711 року цар Петро І видав указ про згін населення (козаків і посполитих) з території Правобережжя (Київського і Брацлавського воєводств) на Лівобережжя з метою позбавити гетьмана Пилипа Орлика можливої підтримки. Взимку 1711—1712 рр. насильно було переселено близько 100 000 чол., таким чином тут було остаточно ліквідовано козацтво. Унаслідок Другого Згону (Крикун) Правобережна Черкащина перетворилась на пустку, особливо постраждали Черкаси та інші міста. 11 квітня 1714 p. за мирним договором між Річчю Посполитою і Туреччиною, укладеним у Константинополі, Правобережжя України, а з ним разом і Черкаси, було остаточно оголошене володінням Польщі.
1791 року місто отримало маґдебурзьке право і герб (існує версія, що привілей Черкаси мали раніше).
Після другого поділу Польщі 1793 року місто відійшло до Росії, ставши у 1795 р. одним з повітових центрів Вознесенського намісництва, а з серпня 1797 року — Київської губернії.
На той час у місті було 535 дворів, 4 церкви, єврейська синагога, 3 шинки, 17 кузень, 8 крамниць, 2 бані та 2 вітряки. Населення становило 3 657 осіб, з них міщан було 471 особа, дворових — 81, казенних селян — 29, купців — 76 осіб.
Першу школу в Черкасах відкрито у 1818 році, це було духовне училище. У 1833 р. відкрилося приходське училище.
Черкащани поклали початок паровому судноплавству на Дніпрі. Ще у 1823 році в селі Мошни під Черкасами кріпаки князя Воронцова збудували пароплав «Бджілка», обладнаний паровою машиною, доставленою з Англії.

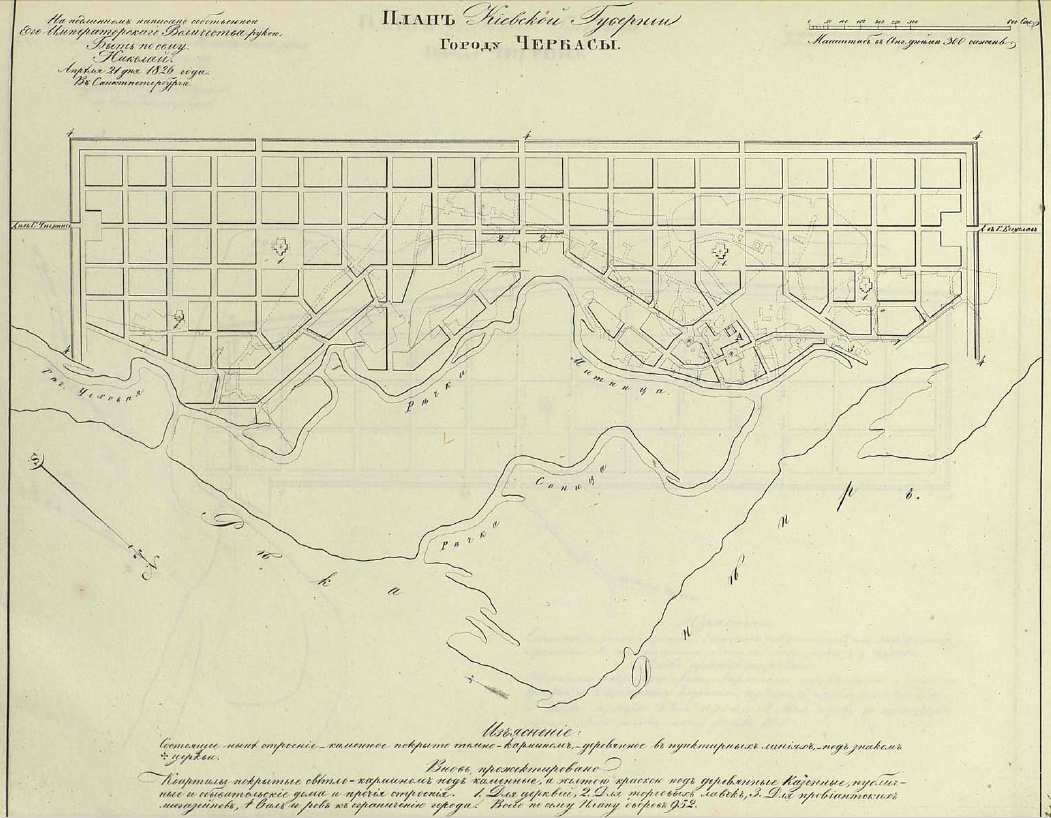
План міста, затверджений 21 квітня 1826 р.

У 1828 затверджений генеральний плян міста, архітектор В. Гесте.
Указом 1831 року цар Микола І скасував маґдебурзьке право по всій Україні, в тому числі втратили право самоуправління і місто Черкаси — замість обраного міщанами бурмистра владою призначався градоначальник. На початку XIX ст. почалась розробка плану генеральної забудови міста, яка здійснювалась потім з обов'язковим дотриманням певних норм і правил. Будівлі й садиби повинні були розміщуватись з суворим урахуванням протипожежних норм (зокрема, наявність брандмаурерів) й інтересів забудови міста в цілому. Споруджувати будинки дозволялось лише при умові використання затверджених типових зразкових проектів з обов'язковим пофарбуванням у відповідний колір. Правила передбачали не тільки кількість поверхів, розміри і розміщення будинку, але й необхідність спорудження господарських приміщень та огорожі з ворітьми. У складанні проектів будинків брали участь відомі архітектори В. В.Стасов, Л.Руска, В.Гесте та інші. Майже вся нагірна територія міста була поділена на рівні прямокутники. Кожен квартал розбивався на 14 ділянок. На довшій стороні розміщувалось 5 будинків, на коротшій — 3. За планом вся територія міста складалась з 952 таких ділянок.
Більшість населення проживало у звичайних українських хатах-мазанках.
На місці замчища — сучасного скверу Хмельницького, наприкінці XVIII ст. спорудили в'язницю (першу муровану будівлю в місті), а пізніше — урядовий центр (так звані «присутственні місця»). Наприкінці XIX та початку XX століть приміщення знову перебудували під в'язницю. Під час революційних подій 1918–1920 рр. вони були зруйновані.

## Друга половина XIX— початок XX століття

Черкаси на російській військовій мапі 1873 року

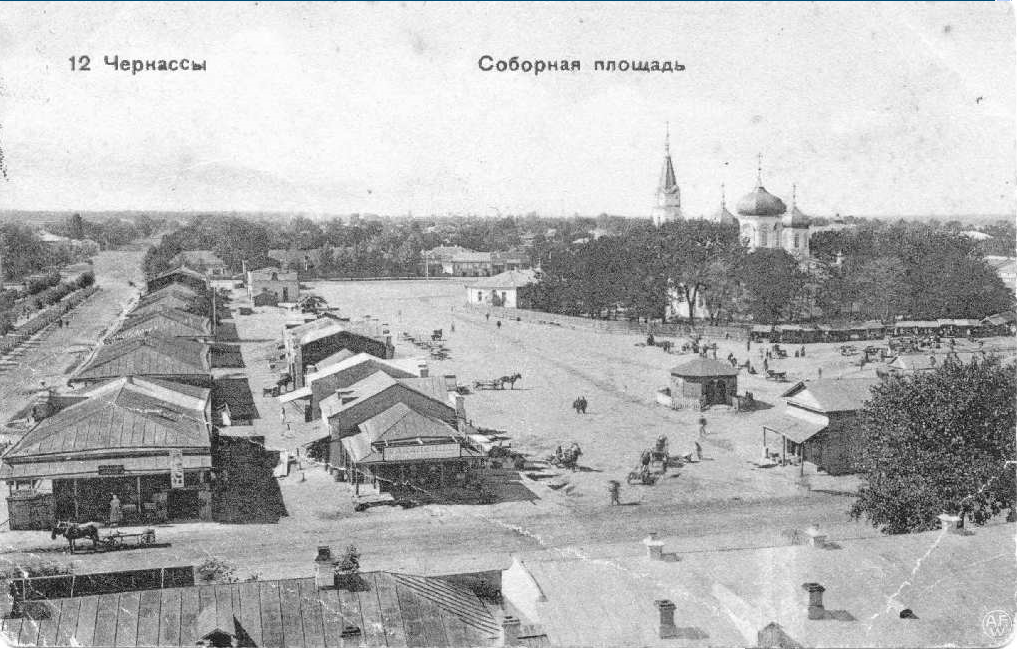
Соборна площа 1910 рік

На другу половину XIX століття припало стрімке економічне піднесення міста. Зокрема, після завершення в 1876 році прокладання залізниці, з'явились перші промислові підприємства: цукроварня, цегельні, лісопильний завод, тютюнова фабрика. Неабиякого розвитку набули тютюнова, металообробна, машинобудівна, борошномельна галузі та торгівля. Черкаський повіт — місце народження цукрової промисловості в Україні. Першу цукроварню було збудовано в селі Орловець, а в 1854 році у Черкасах збудовано рафінадний завод — один з найбільших у Росії на той час та єдиний в Україні. Більшість промислових підприємств знаходились біля Дніпра, яким перевозили сировину та готову продукцію. В 1870 році в місті почала розвиватись деревообробна промисловість. Був пущений великий лісопильний завод підприємця Чорнобильського. У 1878 р. в Черкасах відкрилася тютюнова фабрика купця I-ї гільдії Зарицького (закрита 2009 р.). На кінець XIX століття у місті вже нараховувалось 29 фабрик та заводів, а у 1911 році — 57. Значного розвитку набула торгівля. В місті діяли десятки торговельних контор, складів, магазинів. 15 жовтня 1864 р. у Черкасах відкрито Громадський банк, заснований черкаськими купцями і підприємцями з капіталом у 50 тис. руб. Відбувалось 3 ярмарки на рік, по 3 дні кожна. Зростав вантажообіг пристані. У 1912 році було завершено будівництво залізниці Бахмач-Одеса через місто. У 1913 році запрацювала перша електростанція, яка забезпечувала електрикою промислові об'єкти та житлові будинки міста. У лютому 1914 року російський інженер Володимир Шухов збудував у Черкасах «шуховську» водонапірну вежу гіперболоїдної конструкції (нині на території «Водоканалу»), одну з 11 уцілілих на даний час.
У 1900 році вже існували чоловіча гімназія (нині музичне училище), заснована ще 1880 року, 2-класне міське училищ, 3 церковно-приходських школи, недільна школа та 2 жіночих пансіони. Згодом відкрилась жіноча гімназія і 4-класне міністерське училище. За розвитком освіти місто вважалось показовим і було прикладом для інших. Серед культурно-освітніх закладів були Народний дім (біля тютюнової фабрики на сучасній вулиці Благовісній), театр, міський клуб, 2 громадських зібрання, 2 кінотеатри та 2 бібліотеки. Медичну допомогу в місті здійснювали повітова, земська, залізнична та приватна заводська (при цукроварні) лікарні та пологовий будинок. З містом пов'язано чимало сторінок визвольної боротьби болгар проти Оттоманської імперії. Багато мешканців безпосередньо брали участь в боях на Шипці, під Плевною, у визволенні Софії.
У 1870-1876 роках у Черкаси прийшла залізниця, перша залізнична гілка прямувала до річкового порту, була заснована станція Черкаси (нині Черкаський вокзал), а у 1912 році нова залізнична гілка з мостовим переходом перетнула Дніпро. Все це сприяло економічному розвитку міста.
У 1870-х роках в місті діяла народницька організація на чолі з В. К. Дебогорієм-Мокрієвичем, який вів агітаційну роботу серед робітників цукроварні. У липні 1886 року відбувся перший страйк робітників цього заводу.
Одним з організаторів революційного руху в місті був випускник Черкаської чоловічої гімназії, черкасець М. С. Урицький, який у 1890-х роках привозив сюди соціал-демократичні листівки та брошури. Його заарештували в Златополі, потім перевели до Києва. Іменем Урицького у 1919 році назвали одну з вулиць Черкас (нині вул. Хрещатик).
1901 — знову вибухнув страйк на цукроварні, про що писала більшовицька газета «Іскра». Цим подіям присвячено меморіальну дошку на будівлі заводу. 23 червня 1905 року в Черкасах почався страйк робітників цвяхового і рафінадного заводів.
У 1910 р. українські авіаконструктори та громадсько-політичні діячі, випускники Черкаської гімназії, брати Євген, Григорій, Андрій та Іван Касяненки створили у Черкасах свій перший літак «Касяненко № 1» та випробовували інші власні моделі літаків.
У нагірній частині міста черкасці користувалися колодязною водою, у низинній Митниці — тоді ще чистою дніпровською. Лише у 1914 році, після зведення в Черкасах гіперболоїдної водонапірної башти Шухова, було прокладено першу лінію міського водопроводу, чавунні колонки якого, вже не діючі на той час, можна було побачити на бульварі Шевченка ще у 1970-х рр.
У Черкасах XIX—XX ст. відомі такі міські мікротопоніми (назви кутків і урочищ): Бешта, Василиця, Водопарк, Вокзал, Грецька гора, острів Грузький, Гуржієве болото, Гуржіїв хутір, Дахнівка, Дзеленьгора, Замок, Затон, Змагайлівка, Кавказ, Казбет, острови Королевець і Корчуватий, Косинська, Кривалівка, Машбуд, Митниця, Остріг, Пахарі (Пахарів хутір), Поділ, Попівка, Порт, Рафзавод, Ручай, Середина (нині Центр), Соснівка, урочища Хмільник і Чехове, річка Чорний Яр та ін.
У XIX — на початку XX ст. місто ділилось на 5 частин: Середина, Казбет, Кривалівка, Митниця, Соснівка. Від вулиці Пушкіна до Пастерівської простягалось власне місто (Середина). У Середині розташовувались «присутствені місця», а у приміщеннях сучасних музичного училища та Палацу юності знаходились відповідно чоловіча і жіноча гімназії. У квадраті вулиць Лазарєва, Хрещатик та Байди Вишневецького була Соборна площа із Свято-Миколаївським собором. Поруч — ринок. Там, де зараз кінотеатр «Салют» та дитячий парк, містились театр і цирк та міський сад. На розі вулиць Гоголя та Смілянської була міська управа. А поруч — офіцерське зібрання. На півночі Середини, на горі над Дніпром, знаходився куток Кавказ (нині вул. Кавказька).
Місцевість між сучасними вулицями Можайського та Пушкіна, називалась Казбет. Тут мешкали бурлаки, втікачі, сірома. В районі сучасних вулиць Університетської (тоді Лісової) та Красіна стояли вітряки. Далі починався ліс. З південного заходу до Казбету примикала місцевість під назвою Косинська, заселена лише у ХХ столітті. На березі Дніпра знаходився Затон.
На південний схід від церкви Різдва Пресвятої Богородиці (до 1908 р. на перехресті Шевченка/Пастерівської) і до площі 700-річчя простягалася Кривалівка, назва якої, за словами старожилів, походить від Кривих валів, знищених на поч. XX ст. На Кривалівці до початку XX століття було 3 монастирі та 10 шинків. Також на Кривалівці, біля перетину вул. Зеленої (нині Іллєнка) і Гостромогильної (нині Волкова), розташовувався великий курган Гостра Могила (ймовірно, скіфський), насип якого був остаточно знищений у 1937 р.
Низинна частина міста, розташована в долині Дніпра, називалася Митниця, де розміщувались основні промислові підприємства: цвяхо-болтовий, чавуноливарний, деревообробний, винокурний і пивоварні заводи, механічні млини, пристань. Узбережжям жили рибалки, матроси, плотогони, ближче до узвозу — робітники, ремісники. Під час повені води Дніпра підходили до самих круч, затоплюючи все навкруги. Щоб уникнути підтоплення, в кінці XVIII ст. Митниця була відгороджена від Дніпра земляною дамбою. Від решти міста Митниця була відділена крутими береговими схилами (Черкаськими горами) та однією з проток Дніпра, що текла попід цими горами і звалася — річка Митниця. Тут же, у долині, знаходилися Гуржієве болото і сінокосне урочище Чеховé (нижче Митниці), відмежоване від рафінадного заводу у верхній частині міста річечкою Чеховою (фактично, ще однією протокою Дніпра). До витоків цієї річечки спускалася згори вул. Чеховá, котра й отримала від неї свою назву.
Наймолодшою частиною міста на межі XIX—XX ст. стала Соснівка, котра слугувала місцем заміських прогулянок. Крім того, тут містились дачі місцевих багатіїв.
З південного заходу місто обмежувалось вулицею Надпільною (у радянський час Ільїна), за котрою починалися поля. З півночі на початку XIX ст. крайньою була вул. Лісова (нині Університетська), на початку XX ст. — нинішня вул. Героїв Чорнобиля (у радянський час Пролетарська), далі йшов ліс, а з півдня — вул. Сінна (нині Добровольського), на якій селяни продавали міщанам і черкаським візникам сіно. За Сінною, після будівництва тут у 1854 р. цукрорафінадного заводу підприємця Бродського, починає формуватися промислова зона, зокрема цегельні заводи М.Білана та інших підприємців. На південно-східній околиці міста було два старообрядницькі монастирі — жіночий і чоловічий. Жіночий знаходився у кінці вулиці Монастирської (нині Кобзарської, у радянський час — Вербовецького), у кварталі між нинішніми вулицями Кобзарською і Амброса та берегом Дніпра. Чоловічий монастир знаходився також над Дніпром, у нинішній промзоні, між вул. Береговою і тупиком пров. Зелінського. Обидва монастирі були закриті і знищені владою у 1922 році в ході кампанії з вилучення церковних цінностей.
Серед полів, за вулицею Надпільною, вже за межею міста, знаходились Соборно-Миколаївське (нині Соборний сквер) і Кривалівське кладовища, Хмільник (нині ботанічний сад ЧНУ), будівля казенного винного складу (нині Черкаський політехнічний технікум), залізнична станція (нині вокзал) і 2 копанки біля неї. Навколо міста знаходився ряд хуторів: Гуржіїв хутір (десь біля Гуржієвого болота, нині в районі Гранд-Маркету), Пахарів хутір (нині мікрорайон Лісовий), Попівка (мікрорайон Колгоспний) та інші. Через нагірну частину міста (Середину і Кривалівку) протікала річечка Чорний Яр та Ручай (у радянський час пров. Кірова). Річка Чорний Яр починалася позаду Театру, перетинала перехрестя Смілянської і Гоголівської вулиць (Черкаська калюжа) та нинішній Центральний ринок, повертала під прямим кутом на схід біля пересильної тюрми (нині на вул. Благовісній), перетинала вул. Старочигиринську (нині бул. Шевченка) біля будки стрілочника (на перехресті з вул. Припортовою), впадала у долину Дніпра біля перехрестя вул. Гагаріна і Припортової, де зливалася біля Гуржієвого болота з р. Митниця і впадала у Дніпро трохи вище від сучасного річкового порту. У ХХ ст. майже все її річище було засипане, крім невеликої ділянки між. бул. Шевченка і вул. Гагаріна. До міста примикали дніпровські острови (зверху вниз) — Королевець, Грузький, Корчуватий.
Кожна частина міста мала свій громадський центр — майдан, де проводились ярмарки, базари та сходки. У центрі міста збереглись будинки кінця XIX ст. — початку XX ст., які мають значну історичну та архітектурну цінність. Перша в Черкасах двоповерхова споруда зведена в середині XIX століття, — це будинок купців Цибульських (нині Музей «Кобзаря»). Цікаві за архітектурою будинок 1903 р. колишньої чоловічої гімназії (нині музучилище), колишнього Громадського банку 1913 р. (нині редакція газети «Вечірні Черкаси»), будинок грабаря Майбороди (нині санепідемстанція), будинок грабаря Щербини (нині Палац одруження), будинок офіцерського зібрання (не зберігся). Після Другої Світової війни в останньому тривалий час знаходився обласний краєзнавчий музей.

### Тарас Шевченко і Черкаси

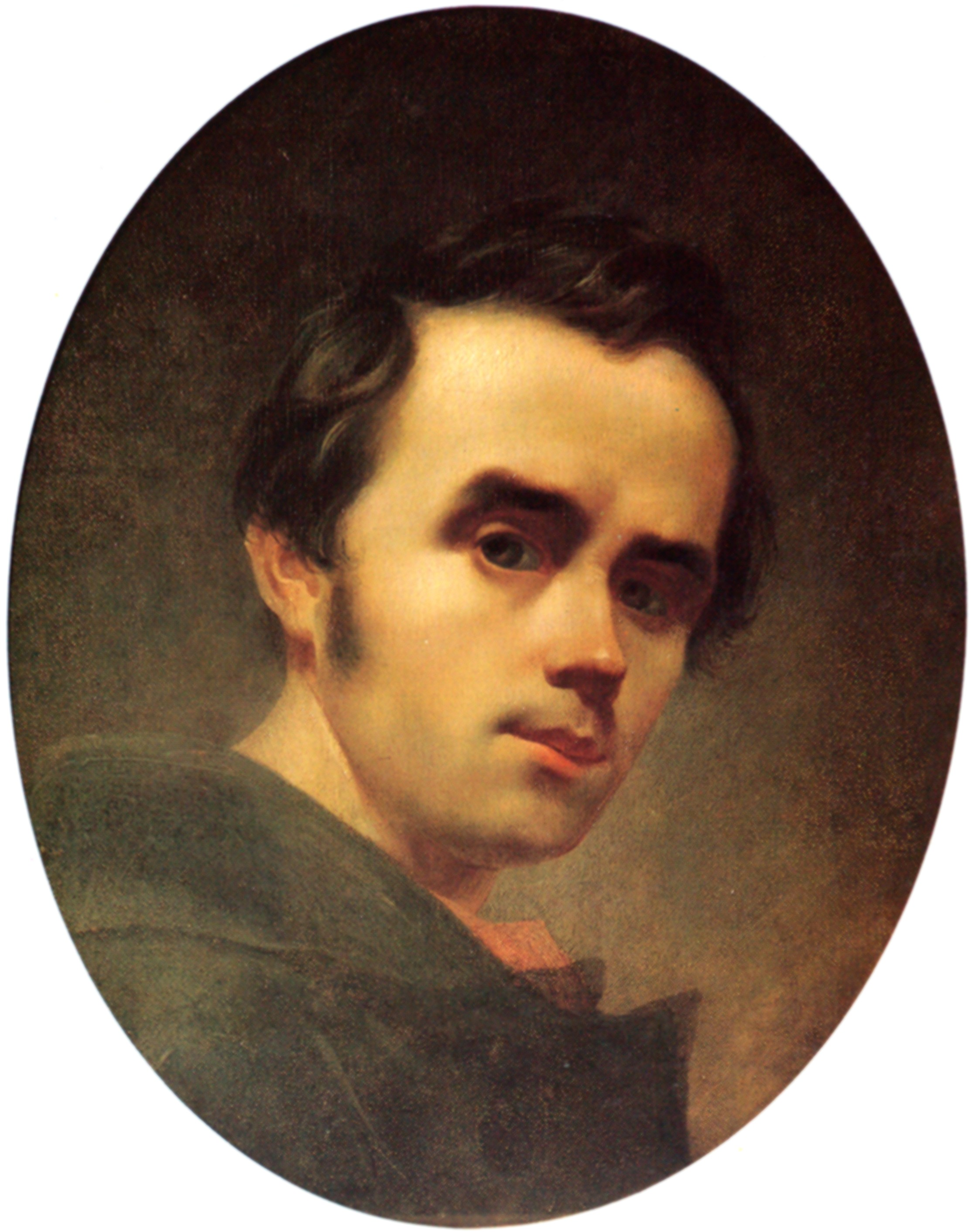
Тарас Шевченко

В 1845–1846 роках в Черкасах часто бував Т. Г. Шевченко, на честь якого названа головна магістраль міста — бульвар Шевченка (колишня Старочигиринська, а з 1908 р. — Олександрівська вул.). Тут, у місті, мешкали його друзі — рибалки Василь та Яким Слюсарі, Юхим Боковня, Степан Хоменко, дід Цехмистренко, купці брати Андрій та Юхим Цибульські. У будинку Цибульських (на розі сучасних вулиць Байди Вишневецького та Хрещатик) Шевченко зустрічався з місцевої інтелігенцією. Поет добре знав історію бунтівливого, неспокійного міста. Саме в Черкаси прямує один з головних героїв поеми «Гайдамаки» — Ярема, щоб приєднатись до повсталих. Згадується місто і в п'єсі «Назар Стодоля» та його численних листах до друзів. У липні 1859 р. поблизу Прохорівки Шевченко був заарештований і за наказом черкаського пристава Табачникова під вартою доставлений у Черкаси, де жив під наглядом кілька днів. Тут він склав вірші «Сестрі» та «Колись дурною головою», записав народну пісню «Чи бачиш ти, дядьку», виконав відомий малюнок «В Черкасах». На будинку № 2 по вулиці Байди Вишневецького, де тримали поета під арештом, у 1964 році встановлено меморіальну дошку.
23 лютого 1862 року у Черкасах на Соборно-Миколаївському кладовищі було встановлено дубового хреста — першого черкаського пам'ятника Т.Шевченкові (1862—1923).

## Визвольні змагання

### Радянсько-українська війна
8 березня 1917 року в місті виникла міська Рада робітничих депутатів на чолі з Т. Г. Нестеренком (один із керівників міської організації РСДРП). У раді переважали меншовики, есери та бундівці, які підтримували Тимчасовий уряд. Було створено також Раду солдатських депутатів. У липні ці дві Ради об'єднались. Рада проводила свої зустрічі в сучасному медичному училищі (тут було встановлено меморіальну дошку про ці події).
В грудні була усунена меншовицько-есерівська президія. Делегатом на І Всеукраїнський з'їзд Рад обрали Нестеренка. 29 січня 1918 року з наближенням червоної гвардії Рада робітничих і солдатських депутатів взяла владу у місті до своїх рук. До них приєдналось близько 600 солдатів. 31 січня міська дума була розпущена.
У кінці січня 1918 р. була створено військово-революційний комітет, який очолив червоногвардієць Золотарьов. До комітету увійшли І. Г. Константинов (керівник більшовиків міста), Нестеренко, Дудкевич (представник революційного гарнізону), більшовики С.Вербовецький, Тищенко та Лаконцев. Ревком діяв у приміщенні на розі сучасних вулиць Хрещатик та Остафія Дашковича.
На початку березня 1918 р. до міста вступили українські й австро-німецькі війська. 2-4 березня Черкаси стали центром Черкаської землі — одиниці нового адміністративно-територіального поділу УНР. До складу Черкаської землі увійшли Черкаський, Канівський, Чигиринський та частина Звенигородського повітів.
Наприкінці травня 1918 року у м. Черкаси відкрився Черкаський історико-педагогічний ім. Т. Г. Шевченка музей, заснований Черкаським товариством «Просвіта» в особняку офіцерського зібрання на вул. Гоголівській.
Влітку 1918 р. відбулась підпільна конференція більшовиків, на якій було обрано підпільний повітовий комітет. Проти німецьких військ діяли червоні партизани на чолі з Ф. Н. Ільїним, К. К. Віхотем і Я. К. Краснощоком (у лісах під Мошнами було до 6 тисяч партизан).
Восени німецькі війська були вигнані з Черкас й у місті відновили владу УНР. За рішенням Київського підпільного губкому більшовиків підпільні повітові комітети були об'єднані в 4 окружних. До Черкаського окружного комітету увійшли Уманський, Черкаський, Звенигородський та Чигиринський повітові комітети.
25 січня 1919 року більшовицькі війська Корсунської бригади захопили Черкаси.
У травні  1919 містом оволоділи війська отамана Григор'єва, відтак місто тричі переходило з рук у руки, поки в кінці місяця в Черкасах не відновили владу більшовиків.
Наприкінці серпня 1919 р. червоні війська відступили з міста, яке зайняли денікінці (окрім сіл Мошни, Байбузи та Яснозір'я). Були вбиті більшовики Ільїн та Вербовецький (на честь них названі вулиці в місті).
31 грудня 1919 року місто знову перейшло в руки більшовиків.
На початку січня 1920 року Черкаси були взяті українськими повстанськими загонами (зокрема повстанцями Холодного Яру), але холодноярці не змогли утримати міста і відійшли у ліси Чигиринщини.
31 січня 1920 року Черкасами оволоділи війська УНР під керівництвом генерал-хорунжого Ю.Тютюнника.

### Церковне життя
5 вересня 1920 року була утворена перша у місті Черкасах автокефальна православна українська громада при військовій Миколаївській Церкві на чолі з І. М. Звінським. Представники Черкаської української громади Г. А. Калішевський та І. М. Звінський. 14 жовтня 1921 року брали участь у Першому Всеукраїнському Православному Церковному Соборі, де було проголошено Українську Автокефальну Православну Церкву на чолі з митрополитом Василем Липківським. Протягом 20-х років до УАПЦ перейшли близько половини всіх парафій на території нинішньої Черкаської області й вона стала найбільшою релігійною деномінацією краю.
У різний час автокефальна громада містилася у Святотроїцькій та Соборно-Миколаївській церквах. З 1923 року у користування УАПЦ було передано церкву Різдва Богородиці (нині тут стоїть будинок, де жив поет Василь Симоненко), яка стала кафедрою єпископа Черкаського та Чигиринського владики Конона Бея. Згодом до УАПЦ перейшла й Петропавлівська церква на Троїцькому цвинтарі. Жодна з цих церков не збереглась до нашого часу, усі були знищені у 1930-60-х роках (Сиволап, 1993).
Але українська церква заважала самим фактом свого існування комуністичній владі. Посилювалися антиукраїнські акції, звинувачення у націоналізмі, петлюрівщині, особливо у зв'язку із справою «Спілки визволення України», доки у січні 1930 року УАПЦ не була присилувана до «саморозпуску». У 1936—1937 роках Українська Автокефальна Православна Церква була фізично знищена: розстріляно та заслано понад 30 єпископів, сотні священиків, тисячі віруючих. У тому числі було репресовано і черкаського єпископа о. К.Бея. УАПЦ лишилася лише на польській Україні та в діаспорі. Друге, короткочасне, відродження УАПЦ відбулося у роки Другої світової війни. У кінці 80-х пожвавився національний рух українців і знову постало питання про національну церкву. Розпочався рух за третє відродження і на Черкащині, незважаючи на тиск з боку РПЦ і компартійних органів. 3 лютого 1991 року у Черкасах утворилася громада Покрови Пресвятої Богородиці УАПЦ. Зареєстровано громаду було лише після путчу, у жовтні 1991 р. Нині у Черкасах діють православні громади УПЦ МП, УПЦ КП і УАПЦ, громада римо-католицької церкви, громади ряду протестантських церков, іудаїстські та мусульманська релігійні організації.

## Радянський період

### Радянська окупація України
Голодомор 1921—1923 рр., хоч і охопив переважно південь України, торкнувся значною мірою Черкас і Черкащини.
Перша світова війна та радянсько-українська війна залишили після себе великі економічні та господарські труднощі. У важкому становищі перебували мешканці міста та промисловість. З перебоями працювали тютюново-махоркова та сірникова фабрики, дрібні друкарні. Пізніше було запущено рафінадний завод, лісопильне підприємство. У 1921 році на околиці міста письменник, колишній червоний комісар Л. В. Недоля-Гончаренко організував першу на Черкащині сільськогосподарську комуну «Муравище» (нині цей мікрорайон називається Комуна). Дещо пізніше, у 1930-і роки, територія приміського села Змагайлівка увійшло до складу міста, у тому числі й Комуна, і була, в основному забудована промисловими підприємствами.
Адмінподіл. 16 травня 1920 року Черкаси стали центром одного з повітів новоствореної Кременчуцької губернії. 7 березня 1923 року Черкаси стали центром Черкаської (з січня 1930 року — Шевченківської) округи Київської губернії. Після ліквідації округ 2 вересня 1930 року місто залишилось центром району, який з 1932 року входить до складу Київської області.
Розвиток освіти. У 1921 році в Черкасах засновано Черкаський інститут народної освіти (ЧІНО), з 1930 року — Черкаський педагогічний інститут (ЧПІ) — попередники Черкаського національного університету ім. Б.Хмельницького (ЧНУ). Спершу ЧІНО розміщався у різних пристосованих приміщеннях, восени 1930 року на вул. О.Дашковича було здано в експлуатацію перший стаціонарний триповерховий корпус вишу, у 1936 році на місці Хмільника створено Ботанічний сад Черкаського педінституту. Восени 1922 року в Черкасах у приміщенні казенного винного складу була відкрита дворічна професійно-технічна школа, з 1930 р. — технікум механізації та електрифікації сільського господарства, нині це Черкаський політехнічний технікум. У 1930 році Черкаси засновано медичний технікум з підготовки акушерок, згодом Черкаське медучилище, нині це Черкаський медичний коледж.
Культура. У 1933 році в Черкасах розпочав роботу Черкаський драматичний театр, створений 20.02.1932 р. у Білій Церкві на базі 3-ї майстерні мистецького об'єднання «Березіль» Л.Курбаса. Директор — Микола Лоб.
У січні 1930 року Шевченківська округа, одна з перших в Україні, підпала під колективізацію. Як і всі міста й села краю, Черкаси пережили голодомор 1932-1933 років, сталінські репресії. Роки перших п'ятирічок були періодом розвитку промисловості міста. Став до ладу машинобудівний завод, який випускав обладнання для харчової промисловості. Видали свою першу продукцію консервний (1935 р.), деревообробний комбінати. Кількість населення зросла вдвічі.
У Черкасах часто виступали видатні митці українського театру, зокрема М. К. Заньковецька, І. К. Карпенко-Карий. Бував тут не раз Шолом Алейхем. У місті народились письменник О. Д. Королевич (Лесь Гомін), художник-графік В. Д. Замирайло, один з перших радянських стратонавтів Я. Г. Український.

### Друга Світова війна
Відчутних збитків і непоправних втрат завдала місту німецька окупація. 22 червня, з початком Німецько-радянської війни, німецькі літаки завдали бомбуванню місто. Були знищені залізнична станція, мости через Дніпро. З ініціативи молоді формувались і проводили навчання загони ополченців. Там, де нині знаходиться Південно-Західний мікрорайон, було збудовано 12-кілометровий протитанковий рів. Була збудована нова переправа через Дніпро. У серпні 1941 року німецькі війська впритул підійшли до міста. На захоплення Черкас були кинуті піхотна дивізія СС, румунські та італійські з'єднання, батальйон мотоциклістів, танкові підрозділи. 196-та та 116-та стрілецькі та 212-та моторизована дивізії відбили атаку і організували наступ по шосе Черкаси-Сміла, відігнавши німців до села Білозір'я. Після відступу військ 38-ї армії, фашисти 2 дні не наважувались увійти в спорожніле місто. 22 серпня, після знищення Червоною армією мостів через Дніпро, німці увійшли в місто з боку Сміли та Чигирина. З перших днів окупації, німецькі війська організували концтабір у колишньому військовому містечку біля Сміли. У черкаських лісах діяв партизанський загін на чолі з Ф. Р. Савченко, в самому місті діяли підпільні організації. Після Сталінградської битви партизанських рух значно активізувався. В липні-серпні 1943 року в місті були організовані підпільні диверсійні групи. Восени 1943 року були спалені села Черкаського району — Станіславчик, Будище та Єлизаветівка. Наприкінці вересня з'єднання Червоної Армії підійшли до Дніпра. Форсування річки було покладено на 52-гу армію 2-го Українського фронту під командуванням генерал-лейтенанта К. А. Коротеєва. 25 вересня поблизу міста були висаджені 3-тя та 5-та авіадесантні бригади, які об'єднались з партизанами. Форсування Дніпра почалось 13 листопада. Першими переправились через річку 254-та стрілецька дивізія в районі сіл Свидівок та Сокирна. Про взаємодію партизан та армії біля Сокирного було встановлено пам'ятний знак.

### Повоєнні роки
Третій Голодомор 1946—1947 рр., котрий охопив Центральну і Східну Україну, зокрема, й Черкащину. Найбільшого розмаху Третій Голодомор досяг взимку і навесні 1947 р. Багато черкащан рятувалося в Західній Україні.
У повоєнні роки відновився розвиток економіки та соціально-культурної сфери, а надто після того, як Черкаси 1954 року стали центром новоутвореної Черкаської області. Провідними галузями промисловості обласного центру, які сформувались за час існування області є хімічна, машинобудівна, приладобудівна, переробна та харчова. З розвитком хімічної промисловості в 1960-их роках Черкаси поступово перетворюються з центра легкої промисловості на хімічного гіганта. В 1961 році будують найбільший завод з виробництва азотних добрив в Україні, після нього зводять «Хімволокно» (другий за величиною після Чернігівського), «Хімреактив» (завод військового значення) та ще декілька дрібніших. 1961 року, з будівництвом Кременчуцької ГЕС та утворенням Кременчуцького водосховища, через новостворене «Черкаське море» зводять найдовшу в Україні дамбу з мостом довжиною до 15 км. Це перетворило Черкаси на значний транспортний вузол.
В Черкасах збудовано найдовшу інженерну споруду не лише на річці, а й у всій Україні. Після створення Кременчуцького водосховища виникла потреба в будівництві моста через водойму. Вирішено було насипати через водосховище довгу дамбу, а біля самого міста збудувати міст, під яким могли пропливати різнотипні судна. Його було завершено в 1960 році. Довжина самого моста становить 1 174 м [15]. Він складається з двох частин — автомобільної та залізничної; існує також тротуар для пішоходів. Перед мостом з черкаського боку намита дамба довжиною 0,9 км, інша ж частина, із золотоніського боку, становить 10,5 км. На третьому кілометрі після моста дамба розширюється й на ній збудовано залізничну станцію Панське, що має назву села, яке тут знаходилось до будівництва водосховища й було затоплено його водами. У 2009 році проведено капітальний ремонт автомобільної частини моста, що останній раз ремонтувалась в 1985 році.
29 серпня (у п'ятницю) в Черкасах відбулося антирадянське заворушення — на розі вул. Смілянської та Вернигори зібралося близько 5 тисяч обурених черкасців. У результаті було арештовано і засуджено 42 чоловіки.

## Незалежність

### Кінець ХХ— початок ХХІ століття
7 листопада 1989 року, під час жовтневої демонстрації, вперше у новітній історії міста було винесено жовто-блакитний національний прапор, котрий тут же був поламаний і порваний міліціонерами, а його носій — Олег Шевалдін, був заарештований. Пізніше жовто-блакитний прапор неодноразово піднімали над мітингами і демонстраціями опозиційних націонал-демократичних сил. Неодноразово їх представникам доводилося бути підданими арештові та покаранням за використання «несанкціонованої» символіки. Перший стаціонарний жовто-блакитний прапор на металевій щоглі було встановлено на Театральній площі 3 листопада 1990 року, незважаючи на перешкоджання з боку міліції. Ідейний натхненник і організатор — Ґедз Михайло, тоді лідер черкаського відділення УРП. Безпосередні виконавці виготовлення і підготовки встановлення щогли з національним прапором були 5 осіб — Зеленько Володимир, Зубенко Федір, Львов Борис, Клименко Микола, Моргун Анатолій, у самому встановленні брало участь ще 20-30 чоловік, рухівців та УРП-івців. Наступної ж ночі прапор було зірвано з допомогою пожежної драбини. Кілька разів прапор знову піднімали і зривали. Остаточно його було піднято на Театральній площі вже 21 серпня після поразки ГКЧП, там він майорить і досі.
Після здобуття Україною незалежності промисловість у місті частково занепадає, частково ж відбувається переорієнтація міської економіки. Так, припинила діяльність низка виробництв, зокрема — Черкаський цукрово-рафінадний завод (збудований наприкінці XIX століття), завод ім. Петровського (більш відомий як «Машбуд»), Черкаський деревообробний комбінат (ДОК). І хоча ці підприємства були приватизовані, нові власники не спромоглися налагодити їхню роботу за нових економічних умов та збанкрутували. Схожа доля спіткала і колись потужні підприємства ВПК — «Імпульс», «Приладобудівний завод», «Завод СТО», «Фотоприлад», «Радіозавод», які натепер (2010) фактично перебувають у стані бездіяльності та руйнації. В цей же період почався занепад хімічної промисловості — так, закрилися «Хімволокно» та «Хімреактив». Зараз (2010) із хімічних виробників у Черкасах продовжує працювати лише «Азот».
Натомість на виробництвах, де до менеджменту прийшли далекоглядні господарники і чия продукція виявилась потрібною в нових економічних умовах, справи пішли вгору. Так на запущеному в роки перебудови НПО «Ротор», попри скрутний стан, банкрутство, розпродаж активів підприємства, на його промисловому майданчику почало інтенсивно розвиватися автомобілебудування — 2005 року зведено перший завод корпорації «Богдан» зі збирання легковиків. І на сьогоднішній день (2010) у Черкасах діє 3 великих заводи цієї корпорації зі збирання автобусів, легкових та вантажних автомобілів (через кризу не працює), та декілька підприємств, які безпосередньо пов'язані з автомобілебудуванням. Відтак, Черкаси з «хімічного гіганта», яким місто стало у радянський час, за сучасності перетворилося на український центр автомобілебудування. Також у місті, як і раніше, працює декілька підприємств харчової та легкої промисловості.
28 листопада 2008 року в місті з центрального майдану (перед будівлею Черкаської облдержадміністрації) було демонтовано пам'ятник В. І. Леніну, що супроводжувалося зруйнуванням скульптури, й викликало неоднозначну реакцію громадськості міста. 1 квітня 2010 року, на Чистий четвер, центральному майданові міста, що 40 років носив ім'я Леніна, було повернуто його первісну назву — Соборна площа. За роки незалежності України архітектурне обличчя Черкас зазнало змін — однак не всі з новобудов вписалися в міський ландшафт, що склався упродовж XX століття.
Фінансово-економічна криза в Україні наприкінці 2000-х років сильно вплинула на економіку Черкас — тенденції розвитку змінилися стагнаційними, що зачепили в тому числі й найуспішнішу промислову галузь міста — автомобілебудування.

### Російсько-українська війна
З початком російського вторгнення у 2022 році місто зазнавало ударів крилатими ракетами російської армії. Так, 26 червня район Черкас було уражено двома ракетами, внаслідок чого, загинула 1 людина і отримало поранення 5, була пошкоджена інфраструктура. 29 червня було заарештовано громадянина міста, який надавав російським окупантам, зокрема спецслужбі ФСБ, інформацію про розташування блокпостів та координати мосту через Дніпро за грошову винагороду.
Протягом війни, через бойові дії до Черкас тимчасово переїхало, станом на квітень, близько 70 000 вимушених переселенців. Також, до міста був релокований Слов'янський енергобудівний технікум.